# قطعه گم‌شده
قطعهٔ گم‌شده (به انگلیسی: The Missing Piece)، کتابی تصویری است که شل سیلورستاین برای کودکان نوشت و اولین بار در سال ۱۹۷۶ منتشر شد. داستان آن دربارهٔ موجودی دایره‌مانند و ناکامل است که به دنبال قطعهٔ گمشده خود می‌گردد.
سیلورستاین در سال ۱۹۸۱ دنباله‌ای بر این کتاب نوشت با نام آشنایی قطعهٔ گمشده با دایرهٔ بزرگ (The Missing Piece Meets The Big O) که این‌بار از زبان یک قطعهٔ گمشده نوشته شده که به دنبال دایره‌اش می‌گردد.

## برگردان فارسی
این کتاب و دنباله‌اش با نام‌های گوناگونی از مترجمان مختلف به فارسی ترجمه شده‌اند. برخی از این برگردان‌ها در زیر آمده‌است:
- سیلورستاین، شل (چاپ دهم ۱۳۹۱). به دنبال قطعه گمشده. ترجمهٔ سیما مجیدزاده. مشهد: گل آفتاب: کتاب سپهری. شابک ۹۶۴-۵۵۵۹-۳۱-۸ مقدار |شابک= را بررسی کنید: checksum (کمک). تاریخ وارد شده در |سال= را بررسی کنید (کمک)
- سیلورستاین، شل (۱۳۹۲). به دنبال قطعه گمشده. ترجمهٔ شورا پیرزاد. تهران: ثالث. شابک ۹۷۸-۹۶۴-۳۸۰-۹۱۳-۳.
- سیلورستاین، شل (۱۳۸۴). درجستجوی قطعه گمشده. ترجمهٔ زهرا عاشوری. تهران: اقاقی. شابک ۹۶۴-۷۸۵۰-۰۲-۶.
- سیلورستاین، شل (۱۳۷۵). درجستجوی قطعه گمشده. ترجمهٔ رضی هیرمندی. تهران: نمایشگاه کتاب کودک.
- سیلورستاین، شل (چاپ دوم ۱۳۸۵). قطعه گمشده. ترجمهٔ شهلا انسانی. تهران: ایدون. شابک ۹۶۴-۹۴۹۳۷-۴-۳. تاریخ وارد شده در |سال= را بررسی کنید (کمک)
- سیلورستاین، شل (۱۳۹۳). قطعه گمشده. ترجمهٔ امیرحسین مهدی‌زاده. تهران: فرهنگ نشر نو: آسیم. شابک ۹۷۸-۹۶۴-۷۴۴۳-۷۶-۰.

## برگردان کردی
- دیداری له‌تی ون بوو له‌گ‌ه‌ل جه‌غزی گه‌وره، ترجمه به کردی: عزیز محمودپور، نشر گوتار